# 楽園 (ジョヴァンニ・ディ・パオロの絵画)
『楽園』（らくえん、伊: Paradiso、英: Paradise） は、シエナ派の国際ゴシック様式の画家ジョヴァンニ・ディ・パオロが1445年に板（後にキャンバスに移転）上にテンペラと金で制作した絵画である。本来、シエナのサン・ドメニコ教会の祭壇画『聖母子と天使たち』 (ウフィツィ美術館、フィレンツェ) のための裾絵 (プレデッラ)をなしていた作品中の1点である。1906年にロジャーズ (Rogers) 基金の援助で購入されて以来、ニューヨークのメトロポリタン美術館に所蔵されている。なお、メトロポリタン美術館には、やはりサン・ドメニコ教会の祭壇画の裾絵をなしていた『天地創造と楽園追放』も所蔵されている。本作と『天地創造と楽園追放』は、ジョヴァンニ・ディ・パオロの最良の作品のうちに数えられる。

## 作品
画面では、たくさんのリンゴの木が列をなし、天に枝を伸ばしている。その下には30人ほどの人物が配され、そのうちの多くの人は豪奢な衣服を纏っている。すべての人物が同じような大きさで、2人か3人ずつの組になっている。ジョヴァンニ・ディ・パオロはフラ・アンジェリコの絵画に非常に触発されたが、フィレンツェの絵画の合理性を拒絶し、本作の人物たちの姿は遠近法的な奥行きを考慮せずに描かれている。背景となっている楽園は一面に生い茂る葉と花々を織り出したタピスリーのように表され、人物たちはそこに貼りつけられたかのように見える。
画面下部左側にいる高貴な身分の若い男女2人と女性2人は、当時流行していた、襟や袖口に毛皮の縁取りのある凝った様式の明るい色の衣服を身に着けている。その上方では、耳の近くにハトが飛んでいる福者アンブロージョ・サンセドーニが天使に手を取られているが、白い修道服に黒い外套を羽織る彼女の姿はドミニコ会修道女であることを示す。画面下部中央には頭部に傷を負った殉教者聖ペテロが聖ドミニクスから抱擁されており、その右側ではシエナの聖カタリナの信奉者である2人のドミニコ会修道女が聖アントニウスと邂逅している。一方、画面中央では聖アウグスティヌスが母の聖モニカに挨拶をしており、その右側には赤い外套を羽織り、冠を被った教皇と天使がいる。
聖人たちのほうが俗世の人物より多いが、画面には楽し気で打ち解けた雰囲気が漂っている。そのことを理解するための鍵となるのが、画面上部右側に登場する金色の光を伴なった天使である。天使は1人の若者の手を取り、おそらく当初、この絵画の右側に描かれていたはずの天国へと誘っている。

## 関連作

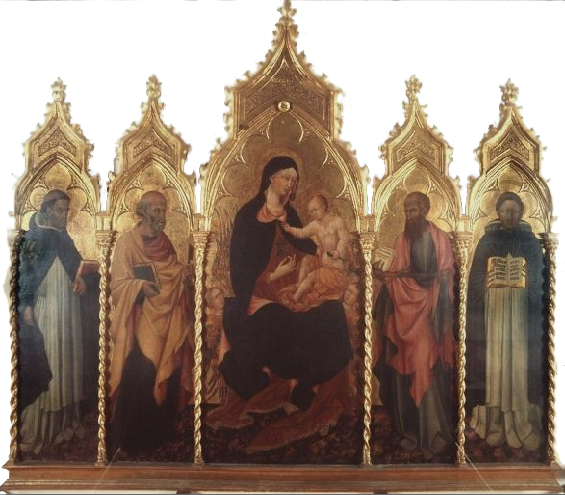
ジョヴァンニ・ディ・パオロ『聖母子と天使たち』（ウフィツィ美術館、フィレンツェ）
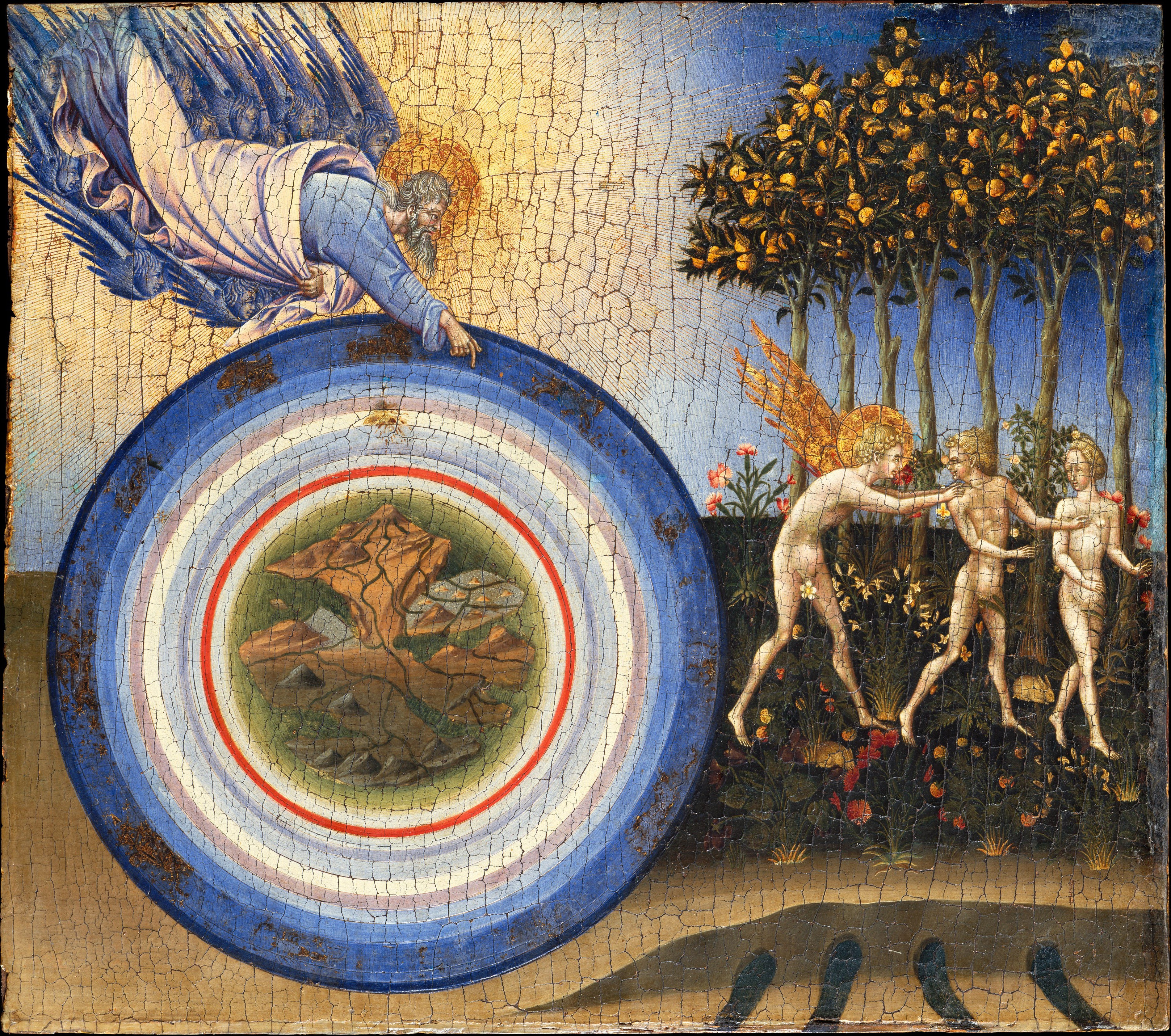
ジョヴァンニ・ディ・パオロ『天地創造と楽園追放』（メトロポリタン美術館、ニューヨーク）